# Kathy Baker
Pour les articles homonymes, voir Baker.
Kathy Baker est une actrice américaine, née le 8 juin 1950 à Midland (Texas).

## Filmographie

### Cinéma
- 1983 : L'Étoffe des héros (The Right Stuff) de Philip Kaufman : Louise Shepard
- 1986 : A Killing Affair : Maggie Gresham
- 1987 : La Rue (Street Smart) de Jerry Schatzberg : Punchy
- 1988 : Permanent Record de Marisa Silver : Martha Sinclair
- 1988 : Retour à la vie (Clean and Sober) de Glenn Gordon Caron : Charlie Standers
- 1989 : Jacknife de David Hugh Jones : Martha Flannigan
- 1989 : Mon père (Dad) de Gary David Goldberg : Annie
- 1990 : Mister Frost de Philippe Setbon : Dr Sarah Day
- 1990 : Edward aux mains d'argent (Edward Scissorhands) de Tim Burton : Joyce
- 1992 : Article 99 de Howard Deutch : Dr Diana Walton
- 1992 : Jennifer 8 (Jennifer Eight) de Bruce Robinson : Margie Ross
- 1993 : Flingueur et glory (Mad Dog and Glory) : Lee
- 1996 : Par amour pour Gillian (To Gillian on Her 37th Birthday) de Michael Pressman : Esther Wheeler
- 1997 : Les Années rebelles (Inventing the Abbotts) de Pat O'Connor : Helen Holt
- 1999 : L'Œuvre de Dieu, la part du Diable (The Cider House Rules) de Lasse Hallström : Nurse Angela
- 2000 : Ce que je sais d'elle… d'un simple regard (Things You Can Tell Just by Looking at Her) de Rodrigo García : Rose (segments Someone For Rose et Fantasies about Rebecca)
- 2001 : La Prison de verre (The Glass House) de Daniel Sackheim : Nancy Ryan
- 2002 : Assassination Tango de Robert Duvall : Maggie
- 2003 : Retour à Cold Mountain (Cold Mountain) de Anthony Minghella : Sally Swanger
- 2004 : 30 ans sinon rien (13 Going On 30) de Gary Winick : Bev Rink
- 2005 : Nine Lives de Rodrigo García : Camille
- 2006 : Les Fous du roi (All the King's Men) de Steven Zaillian : Mrs. Burden
- 2007 : Lettre ouverte à Jane Austen (The Jane Austen Book Club) de Robin Swicord : Bernadette
- 2008 : Last Chance for Love (Last Chance Harvey) de Joel Hopkins : Jean
- 2011 : Seven Days in Utopia de Matt Russell
- 2011 : Take Shelter de Jeff Nichols : Sarah
- 2012 : Miracle en Alaska (Big Miracle) de Ken Kwapis : Ruth McGraw
- 2013 : Dans l'ombre de Mary (Saving Mr. Banks) de John Lee Hancock : Tommie
- 2014 : Un berceau sans bébé (Return to Zero) de Sean Hanish : Kathleen Callaghan
- 2014 : Boulevard de Dito Montiel : Joy
- 2015 : Adaline (The Age of Adaline) de Lee Toland Krieger : Kathy Jones
- 2017 : La Balade de Lefty Brown (The Ballad of Lefty Brown) de Jared Moshé : Laura Johnson
- 2019 : Dans les yeux d'Enzo (The Art of Racing in the Rain) de Simon Curtis : Trish
- 2020 : Histoires d'amour (Love is Love is Love) d'Eleanor Coppola : Diana

### Télévision
- 1986 : Nobody's Child : Lucy Stavros
- 1990 : Cas de conscience (The Image) : Marcie Guilford
- 1991 : Une victoire spéciale (One Special Victory) : Ellen
- 1992 : Un drôle de shérif (Picket Fences) : Dr Jill Brock
- 1993 : Jazz dans la nuit (Lush Life) : Janis Oliver
- 1997 : Not In This Town : Tammy Schnitzer
- 1997 : Weapons of Mass Distraction (en) : Margo Powers
- 1998 : Oklahoma City: A Survivor's Story : Priscilla Salyers
- 1999 : Amours et rock'n' roll (Shake, Rattle and Roll: An American Love Story) : Janice Danner
- 1999 : La Saison des miracles (A Season for Miracles) : Ruth
- 2000 : Ratz : Doris Trowbridge / Regina Lee Savage
- 2000 : Gilmore Girls : Mia
- 2001-2002 : Boston Public : Meredith Peters
- 2001 : L'Ultime refuge (Sanctuary) : Aunt Kate
- 2002 : Une question de courage (Door to Door) de Steven Schachter : Gladys Sullivan
- 2002 : Too Young to Be a Dad : Susan Freeman
- 2004 : Sucker Free City : Cleo Wade
- 2004 : Monk : Sylvia Fairbourn
- 2005 : Nip/Tuck : Gail Pollack
- 2005 : Panique sur la côte (Spring Break Shark Attack) de Paul Shapiro : Mary
- 2005 : Fathers and Sons : Nora
- 2007  : New York, unité spéciale : Mme Hannah Curtis (saison 8, épisode 17)
- 2008 : Médium : belle-mère d'Allison DuBois
- 2009 : Grey's Anatomy : Anna

2009 : New York Section Criminelle s8e1 : Camille Hayes-Fitzgerald
- 2010 : Jesse Stone : Innocences perdues : Gammon
- 2011 : Against the Wall : Sheila Kowalski
- 2012 : Esprits criminels : Linda Collins
- 2016 : Colony : Phyllis
- 2016 : The Ranch : Joanne
- 2017 – 2019 : I'm Sorry : Sharon
- 2018 : Paterno de Barry Levinson : Sue Paterno
- 2024 : Teacup : Ellen Chenoweth

## Distinctions

### Récompenses
- Primetime Emmy Award de la meilleure actrice dans une série télévisée dramatique pour Un drôle de shérif en 1993, 1995 et 1996
- Golden Globe de la meilleure actrice dans une série télévisée dramatique pour Un drôle de shérif en 1994

### Nominations
- Primetime Emmy Award de la meilleure actrice dans une série télévisée dramatique pour Un drôle de shérif en 1994
- Golden Globe de la meilleure actrice dans une série télévisée dramatique pour Un drôle de shérif en 1995 et 1996

## Voix françaises
En France, Christine Delaroche est celle qui a le plus doublé Kathy Baker. Cependant, c'est surtout Pauline Larrieu qui l'a doublé ces dernières années.
| - Christine Delaroche dans : - Un drôle de shérif (série télévisée) - The Practice : Donnell et Associés (série télévisée) - Les Anges du bonheur (série télévisée) - Boston Public (série télévisée) - Monk (série télévisée) - Lettre ouverte à Jane Austen - Une femme fragile (téléfilm) - Pauline Larrieu dans : - Grey's Anatomy (série télévisée) - Dans l'ombre de Mary - Adaline - The Ranch (série télévisée) - Chicago Med (série télévisée) - Mireille Delcroix dans : - Médium (série télévisée) - Against the Wall (série télévisée) - Those Who Kill (série télévisée) - Catherine Davenier dans : - Last Chance for Love - Dans les yeux d'Enzo - Caroline Jacquin dans : - Take Shelter - Quatre sœurs unies par le secret (téléfilm) | Et aussi - Maïk Darah dans La Nuit du crime - Anne Jolivet dans Jacknife - Élisabeth Wiener dans Edward aux mains d'argent - Martine Irzenski dans Article 99 - Nicole Favart dans Jennifer 8 - Emmanuelle Clove dans Mad Dog and Glory - Caroline Beaune (*1959 - 2014) dans Les Années rebelles - Anne Le Guérec dans L'Œuvre de Dieu, la Part du Diable - Martine Messager (*1940 - 2007) dans Ce que je sais d'elle... d'un simple regard - Pascale Jacquemont dans L'ultime refuge (téléfilm) - Françoise Vallon dans Retour à Cold Mountain - Sylvie Genty dans 30 ans sinon rien - Brigitte Morisan dans Nip/Tuck (série télévisée) - Marion Loran dans Les Fous du roi - Martine Meirhaeghe (*1949 - 2016) dans Jesse Stone (mini-série) - Françoise Pavy dans Esprits criminels (série télévisée) - Béatrice Delfe dans Colony (série télévisée) - Frédérique Cantrel dans Paterno (téléfilm) |